# Arcipelago di Alor
L'arcipelago di Alor è un gruppo di isole dell'Indonesia localizzate all'estremo oriente delle Piccole Isole della Sonda.
A est dell'arcipelago si trova lo Stretto di Ombai, che lo separa dalle isole di Wetar e Atauro, quest'ultima appartenente a Timor Est. A sud, attraverso lo Stretto di Alor, si accede alla parte occidentale di Timor. A nord si trova il Mar di Banda. A ovest si trovano il resto delle Isole della Sonda.
Alor è l'isola più grande dell'arcipelago e si trova alla sua estremità orientale. Le altre isole dell'arcipelago sono Pantar, Kepa, Buaya, Ternate (da non confondere con Ternate, nelle Molucche settentrionali), Pura e Tereweng. Amministrativamente, l'arcipelago di Alor costituisce una reggenza autonoma (indonesiano: kabupaten) all'interno della provincia di Nusa Tenggara Orientale. La reggenza ha una superficie di 2.864,60 km², è divisa in diciassette sotto-distretti e 158 villaggi, ed ha una popolazione stimata nel 2010 a 190.253 abitanti.

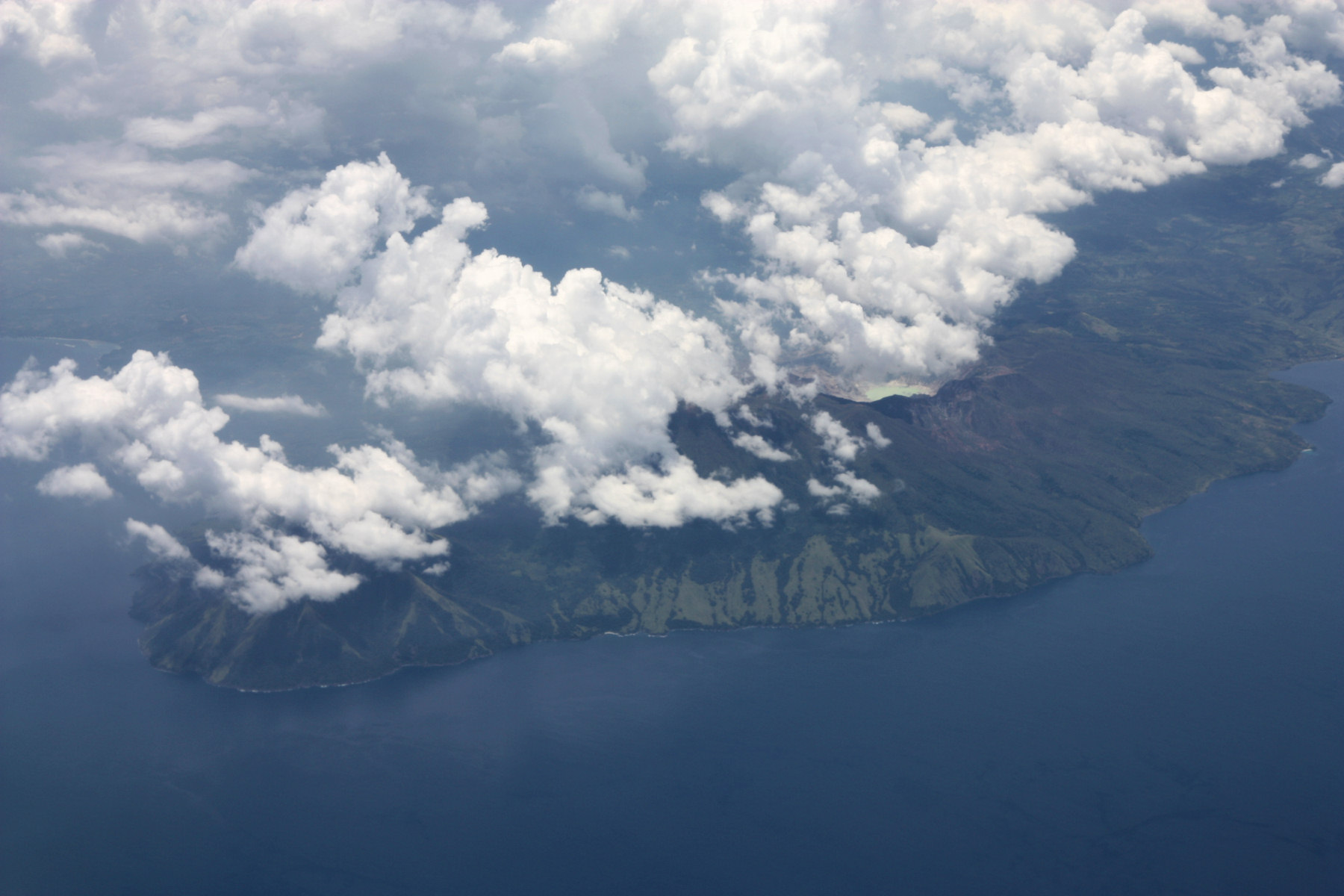
Pantar, una delle isole dell'arcipelago di Alor